# Уговор у Аранхуезу
Уговор у Аранхуезу потписан је 21. марта 1801. године између Француске и Шпаније у граду Аранхуезу у Шпанији. 
Уговором у Аранхуезу потврђене су одредбе уговора из Сан Илдефонса. Фердинанд, војвода од Парме, пристао је да преда Парманско војводство Француској. За узврат је добио на управу Краљевину Етрурију насталу од Великог војводства Тоскане. 